# Browns Valley
Browns Valley é uma cidade localizada no estado americano de Minnesota, no Condado de Traverse.

## Demografia
Segundo o censo americano de 2000, a sua população era de 690 habitantes. 
Em 2006, foi estimada uma população de 627, um decréscimo de 63 (-9.1%).

## Geografia
De acordo com o United States Census Bureau tem uma área de 
2,0 km², dos quais 2,0 km² cobertos por terra e 0,0 km² cobertos por água. Browns Valley localiza-se a aproximadamente 301 m acima do nível do mar.

## Localidades na vizinhança
O diagrama seguinte representa as localidades num raio de 24 km ao redor de Browns Valley. 